# Scapaniaceae
Scapaniaceae, porodica jetrenjarki u redu Jungermanniales. Postoji oko 140 vrsta unutar nekoliko rodova

## Rodovi
1. Genus Diplophyllum
2. Genus Douinia
3. Genus Macrodiplophyllum
4. Genus Pseudotritomaria
5. Genus Saccobasis
6. Genus Scapania
7. Genus Schistochilopsis